# Grand Prix Formule 1 van Italië 1964
De Grand Prix Formule 1 van Italië 1964 werd gehouden op 6 september op het Autodromo Nazionale Monza in Monza. Het was de achtste race van het seizoen.

## Uitslag
| Pos. | Nr. | Coureur                | Constructeur           | Rondes | Tijd / Oorzaak uitval | Grid | Punten |
| ---- | --- | ---------------------- | ---------------------- | ------ | --------------------- | ---- | ------ |
| 1    | 2   | John Surtees           | Ferrari                | 78     | 2:10:51.8             | 1    | 9      |
| 2    | 26  | Bruce McLaren          | Cooper-Climax          | 78     | + 1:06.0              | 5    | 6      |
| 3    | 4   | Lorenzo Bandini        | Ferrari                | 77     | + 1 Ronde             | 7    | 4      |
| 4    | 20  | Richie Ginther         | BRM                    | 77     | + 1 Ronde             | 9    | 3      |
| 5    | 46  | Innes Ireland          | BRP-BRM                | 77     | + 1 Ronde             | 13   | 2      |
| 6    | 10  | Mike Spence            | Lotus-Climax           | 77     | + 1 Ronde             | 8    | 1      |
| 7    | 12  | Jo Siffert             | Brabham-BRM            | 77     | + 1 Ronde             | 6    |        |
| 8    | 30  | Giancarlo Baghetti     | BRM                    | 77     | + 1 Ronde             | 15   |        |
| 9    | 6   | Ludovico Scarfiotti    | Ferrari                | 77     | + 1 Ronde             | 16   |        |
| 10   | 16  | Dan Gurney             | Brabham-Climax         | 75     | + 3 Rondes            | 2    |        |
| 11   | 22  | Bob Anderson           | Brabham-Climax         | 75     | + 3 Rondes            | 14   |        |
| 12   | 34  | Jo Bonnier             | Brabham-Climax         | 74     | + 4 Rondes            | 12   |        |
| 13   | 38  | Peter Revson           | Lotus-BRM              | 72     | + 6 Rondes            | 18   |        |
| 14   | 14  | Jack Brabham           | Brabham-Climax         | 59     | Motor                 | 11   |        |
| 15   | 8   | Jim Clark              | Lotus-Climax           | 28     | Motor                 | 4    |        |
| DNF  | 50  | Mário de Araújo Cabral | Derrington-Francis-ATS | 25     | Ontsteking            | 19   |        |
| DNF  | 48  | Maurice Trintignant    | BRM                    | 22     | Injectie              | 21   |        |
| DNF  | 28  | Ronnie Bucknum         | Honda                  | 13     | Remmen                | 10   |        |
| DNF  | 40  | Mike Hailwood          | Lotus-BRM              | 5      | Motor                 | 17   |        |
| DNF  | 18  | Graham Hill            | BRM                    | 0      | Koppeling             | 3    |        |
| DNQ  | 44  | Trevor Taylor          | BRP-BRM                |        |                       |      |        |
| DNQ  | 36  | Geki                   | Brabham-BRM            |        |                       |      |        |
| DNQ  | 24  | John Love              | Cooper-Climax          |        |                       |      |        |
| DNQ  | 56  | Ian Raby               | Brabham-BRM            |        |                       |      |        |

## Statistieken
| Pole-position | John Surtees | Ferrari | 1:37.4 |
| Snelste ronde | John Surtees | Ferrari | 1:38.8 |

## Noot
- Dit was het debuut van de Italiaanse coureur Geki en de Zwitserse coureur Jean-Claude Rudaz.
- Vijftigste pole position voor een Britse coureur.
- Vijfde pole position en tiende podiumplaats voor John Surtees.

1921 · 1922 · 1923 · 1924 · 1925 · 1926 · 1927 · 1928 · 1931 · 1932 · 1933 · 1934 · 1935 · 1936 · 1937 · 1938 · 1947 · 1948 · 1949 · 1950 · 1951 · 1952 · 1953 · 1954 · 1955 · 1956 · 1957 · 1958 · 1959 · 1960 · 1961 · 1962 · 1963 · 1964 · 1965 · 1966 · 1967 · 1968 · 1969 · 1970 · 1971 · 1972 · 1973 · 1974 · 1975 · 1976 · 1977 · 1978 · 1979 · 1980 · 1981 · 1982 · 1983 · 1984 · 1985 · 1986 · 1987 · 1988 · 1989 · 1990 · 1991 · 1992 · 1993 · 1994 · 1995 · 1996 · 1997 · 1998 · 1999 · 2000 · 2001 · 2002 · 2003 · 2004 · 2005 · 2006 · 2007 · 2008 · 2009 · 2010 · 2011 · 2012 · 2013 · 2014 · 2015 · 2016 · 2017 · 2018 · 2019 · 2020 · 2021 · 2022 · 2023 · 2024 · 2025